# Cape George (Sydgeorgien)
Cape George är en udde i Sydgeorgien och Sydsandwichöarna (Storbritannien). Den ligger i den nordvästra delen av Sydgeorgien och Sydsandwichöarna.
Terrängen inåt land är huvudsakligen kuperad, men åt nordväst är den platt. Havet är nära Cape George åt nordost.  Det finns inga samhällen i närheten. Trakten runt Cape George består i huvudsak av gräsmarker.